# Портер, Дон
Дональд «Дон» Портер (англ. Donald "Don" Porter; 24 сентября 1912 – 11 февраля 1997) – американский кино- и телевизионный актёр.

## Биография
Родился в Оклахоме. Актёрскую  карьеру начал в 1930-е, но успеха смог добиться уже в следующем десятилетии.
В 1953 году на экраны вышел ситком CBS «Личный секретарь», где Портер исполнил главную мужскую роль, а его партнёршей была известная комедийная актриса Энн Сотерн. Сериал пользовался  популярностью у зрителей и в итоге просуществовал свыше четырёх лет, растянувшись на 104 эпизода. Среди других заметных работ Портера на телевидении участие в проектах «Зелёные просторы», «Любовь по-американски», «Отряд «Стиляги», «Барнаби Джонс», «Гавайи 5-O» и др. В 1974 году он был номинирован на Daytime Emmy Awards за роль в «Дневной пьесе» ABC, но уступил Пэту О’Брайену.
Карьера актёра в кино не была столь яркой, но он отметился значительными ролями в фильмах «Глаза криминального мира» (1942), «Кто это сделал?», «Мадам Шпион», «Женщина-волк из Лондона», «Немного жизни, немного любви», «Кандидат».
С 1944 года был женат на актрисе Пегги Конверс. У них было двое детей. Он ушёл из жизни 11 февраля 1997 года у себя дома в Беверли-Хиллз.